# Meltdown
A Meltdown a Judas Priest brit heavy metal zenekar 1998-ban rögzített dupla koncertlemeze.

## Számlista
A dalokat Rob Halford, K. K. Downing és Glenn Tipton írta.

### Disc 1
1. "The Hellion" – 1:08
2. "Electric Eye" – 3:47
3. "Metal Gods" – 4:09
4. "Grinder" – 4:26
5. "Rapid Fire" – 4:24
6. "Blood Stained" (Downing, Tipton) – 5:08
7. "The Sentinel" – 5:46
8. "A Touch of Evil" – 5:51
9. "Burn in Hell" (Downing, Tipton) – 5:34
10. "The Ripper" (Tipton) – 3:52
11. "Bullet Train" (Downing, Tipton) – 5:58
12. "Beyond the Realms of Death" (Halford, Les Binks) – 7:13
13. "Death Row" (Downing, Tipton) – 4:22

### Disc 2
1. "Metal Meltdown" – 5:02
2. "Night Crawler" – 6:11
3. "Abductors" (Downing, Tipton) – 5:54
4. "Victim of Changes" (Al Atkins, Halford, Downing, Tipton) – 8:31
5. "Diamonds & Rust" (Joan Baez) – 3:54
6. "Breaking the Law" – 2:36
7. "The Green Manalishi" (Peter Green) – 4:53
8. "Painkiller" – 6:28
9. "You've Got Another Thing Comin" – 8:35
10. "Hell Bent for Leather" (Tipton) – 2:48
11. "Living After Midnight" – 6:01

## Zenészek
- Tim "Ripper" Owens: ének
- K. K. Downing: gitár
- Glenn Tipton: gitár
- Ian Hill: basszusgitár
- Scott Travis – dob